# Équipe des États-Unis de soccer
Cet article traite de l'équipe masculine. Pour l'équipe féminine, voir Équipe des États-Unis féminine de football.
Maillots
Actualités
L'équipe des États-Unis de football (United States men’s national soccer team, ou USMNT) représente les États-Unis lors des compétitions de football. Elle est sous l'égide de la Fédération des États-Unis de football et fait partie de la CONCACAF.
La sélection masculine participe aux Coupes du monde et aux Coupes des confédérations, organisées par la FIFA, mais aussi à la Gold Cup, organisée par la CONCACAF, et parfois à la Copa América sur invitation.
Elle est détentrice de la meilleure performance mondiale d'une sélection de la CONCACAF avec une place sur le podium (demi-finaliste) lors de la Coupe du monde 1930. Après un échec à la Coupe du monde 1934, la sélection doit attendre l'édition 1950 pour se confronter aux autres sélections nationales dans une compétition d'envergure mondiale. La participation étasunienne en 1950 est marquée par une victoire contre l'Angleterre sur le score de 1-0 dans la deuxième rencontre du premier tour. Après ce bon résultat, les Étasuniens disparaissent de nouveau de la scène internationale jusqu'en 1990 et la Coupe du monde organisée cette même année pour ne plus la quitter et participer de façon ininterrompue à sept éditions consécutives de la prestigieuse compétition jusqu'à leur récente élimination en phase de qualifications à la Coupe du monde 2018.
En outre, les États-Unis sont parvenus à une surprenante deuxième place en Coupe des confédérations 2009 en chutant en finale contre le Brésil par 3 buts à 2.

## Histoire

### De 1880 à 1950

#### Les débuts de l'équipe des États-Unis

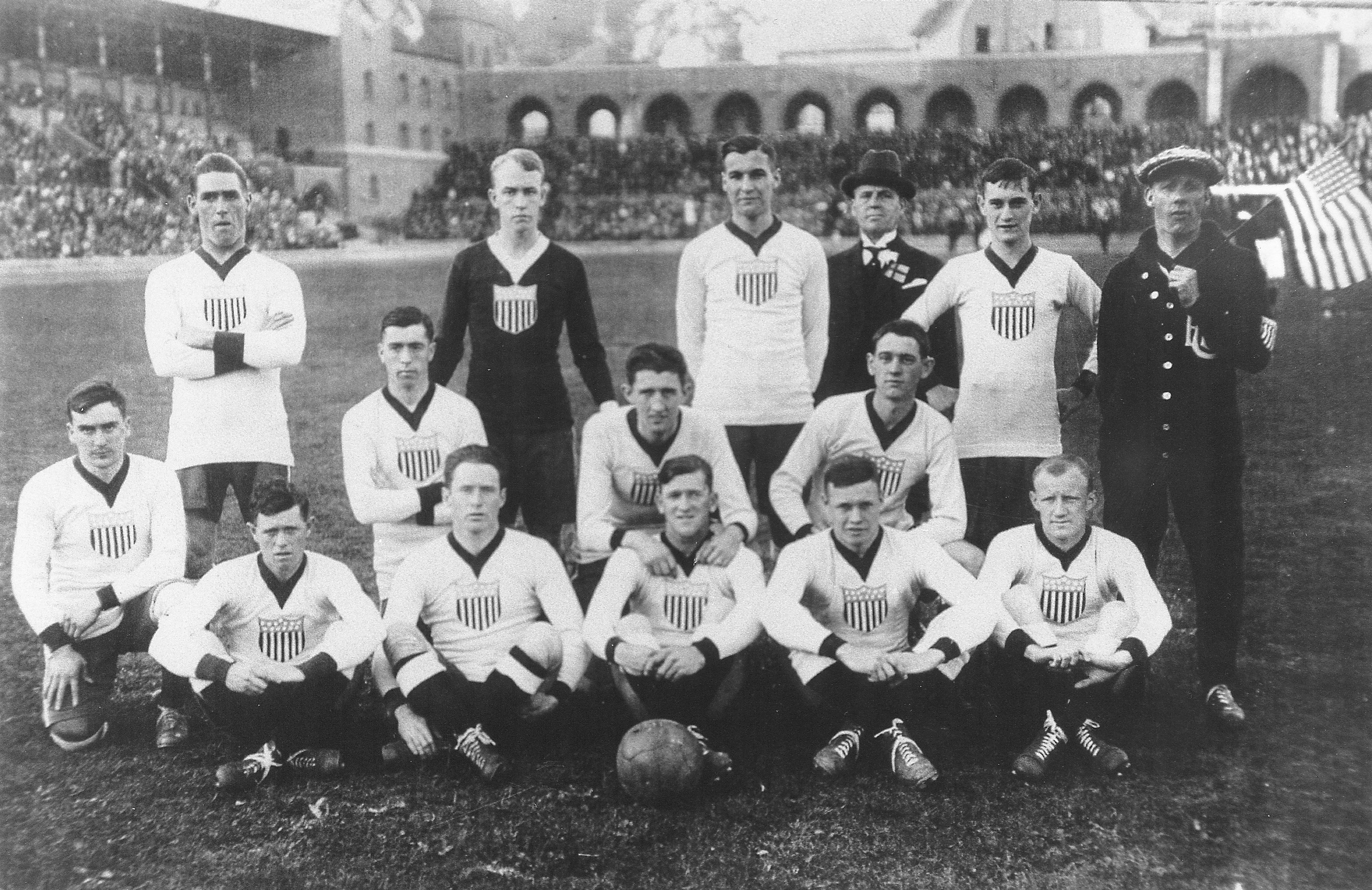
L'équipe américaine en 1916.

En 1884, les États-Unis et le Canada s'affrontent à Newark, dans le New Jersey pour ce qui devient alors la première rencontre internationale hors du Royaume-Uni et ce sont les Canadiens qui remportent ce match sur le score de 1-0. L'année suivante, ce sont les Étasuniens qui l'emportent sur le même score mais aucune de ces deux rencontres ne sont officiellement reconnues. Trente années plus tard, les États-Unis jouent leur premier match international officiel sous la supervision de la Fédération des États-Unis de soccer (United States Soccer Federation) contre la Suède à Stockholm et la rencontre se solde sur une victoire étasunienne (3-2) avec des buts de Dick Spalding, Charles Ellis et Harry Cooper.

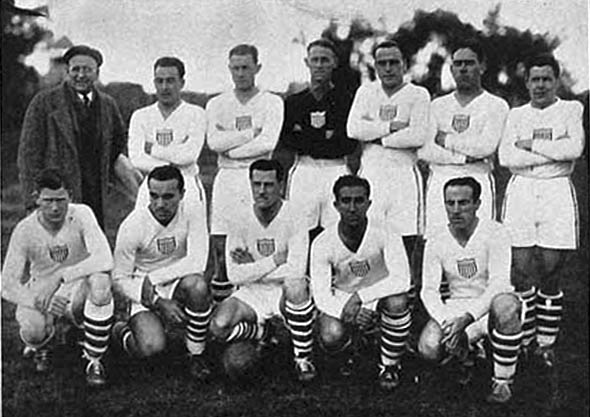
La sélection américaine à la Coupe du monde 1930

Les Étasuniens remportent les médailles d'argent et de bronze dans la discipline de football masculin aux Jeux olympiques de 1904 tenus à Saint-Louis, dans le Missouri. Le tournoi ne comportait que trois équipes : Galt FC pour le Canada et Christian Brothers College ainsi que St. Rose Parish pour les États-Unis. Galt défait les deux équipes étasuniennes puis Christian Brothers bat St. Rose dans leur troisième confrontation après deux matches nuls.
Le football n'était qu'un sport de démonstration à l'époque et ne deviendra officiel qu'à partir des JO de 1908.

#### La grande performance en 1930
Lors de la Coupe du monde 1930, première édition de la prestige compétition internationale, les Étasuniens atteignent les demi-finales.
La Team USA, tête de série de la poule 4, défait la Belgique lors du premier match à Montevideo en Uruguay. Lors de la deuxième journée, les États-Unis remportent un second succès face au Paraguay (3-0), grâce à une éclatante prestation. Durant des années, la FIFA créditait Bert Patenaude pour le premier et le troisième but ainsi que Tom Florie pour le second. D'autres sources annonçaient pourtant que le second but avait été inscrit par Patenaude, ou par le Paraguayen Ramon Gonzales. En novembre 2006, la FIFA annonce qu'elle accepte les preuves apportées par « différents historiens et fans de football » et désigne officiellement Patenaude comme le joueur ayant marqué le second but ce qui le fait rentrer dans l'histoire comme étant le premier joueur à avoir inscrit un triplé dans une phase finale de Coupe du monde. Ces deux victoires scellent la qualification avant même la dernière rencontre du premier tour entre la Belgique et le Paraguay, permettant aux Étasuniens de terminer en tête de leur poule et de se hisser dans le dernier carré. La demi-finale Argentine-États-Unis, se déroule devant plus de 70 000 spectateurs, sur un terrain détrempé. Les États-Unis, avec six joueurs sur le terrain nés au Royaume-Uni, connaissent un coup dur au bout de dix minutes de jeu, leur milieu Raphael Tracey se cassant la jambe à cause du jeu dur d'un Argentin. Dans un premier temps il poursuit tout de même le match, mais ne revient pas sur le terrain pour la seconde mi-temps. L'Argentine ouvre la marque et vire en tête à la mi-temps sur la plus petite des marges. Les Étasuniens en infériorité numérique (il n'y a pas de remplacement possible pour un joueur blessé à l'époque) s'effondrent en seconde période, laissant les Argentins s'envoler au score. Parvenant à sauver l'honneur en fin de rencontre grâce à un but de Jim Brown, les États-Unis s'inclinent lourdement (6-1) face à l'Argentine. L'aventure des Yanks s'arrête en demi-finale. Ils termineront rétrospectivement troisièmes de la compétition devant la Yougoslavie. L'attribution (officieuse) de ce statut de troisième de la première édition de la Coupe du monde plus de cinquante ans plus tard par la FIFA est controversée car certains historiens affirment que le match pour la troisième place, officiellement non disputé, aurait bien eu lieu et que la Yougoslavie aurait battu les Étasuniens sur le score de 3 buts à 1 alors que d'autres prétendent que les Yougoslaves auraient refusés de jouer une petite finale, en contestation de l'arbitrage lors de la demi-finale perdue. Finalement, en 1986, la FIFA désigne les États-Unis comme étant les troisièmes de la compétition, mention faite lors de la publication d'un classement rétrospectif de l'ensemble des Coupes du monde en se basant sur le nombre de points marqués et la différence de buts. En effet, les États-Unis et la Yougoslavie ont tous les deux atteints les demi-finales (s'inclinant sur un score identique), avec le même nombre de points et de buts marqués. Ayant encaissés un but de moins que les Yougoslaves, les Étasuniens obtiennent la place de troisième sur ce critère. Aujourd'hui, les États-Unis possèdent toujours la meilleure performance en Coupe du monde en dehors des sélections du CONMEBOL et de l'UEFA.
En raison de difficultés financières durant la Grande Dépression et d'une volonté de la FIFA de ne pas confondre Coupe du monde et compétition olympique, aucun tournoi de football (soccer) n'est organisé durant les Jeux olympiques de 1932. La FIFA déclarait qu'il y avait aussi un manque d'engouement pour le football (soccer) aux États-Unis et que l'organisation d'un tel tournoi ne serait pas rentable durant cette période de crise financière, ainsi seul un tournoi informel fut organisé avec les rivaux de la sélection étasunienne qui termine en tête, suivi par le Mexique et le Canada. Le soccer réintégra les disciplines olympiques dès les Jeux olympiques de 1936.
Entre-temps, les États-Unis se qualifièrent à la deuxième édition de la Coupe du monde de football, en Italie en 1934, après avoir éliminé le Mexique 4-2 en match de barrage à Rome quelques jours avant le début du mondiale. Ils s'inclinèrent sévèrement face à l'Italie (1-7) en 8e de finale.

#### Championnats de la NAFC 1947 et 1949
Juste après la Seconde Guerre mondiale, la Confédération nord-américaine de football (NAFC) organise deux championnats disputés par le Mexique, les États-Unis et Cuba en 1947 et 1949. Lors du premier tournoi, les Étasuniens finissent 3e. Néanmoins le championnat de 1949 qui sert aussi de tournoi qualificatif à la Coupe du monde de football 1950 permet aux États-Unis, qui finissent 2e derrière le Mexique, de participer l'année suivante à sa troisième Coupe du monde au Brésil.

### L'exploit de 1950 avant le long déclin du football (soccer)étasunien

#### La Coupe du monde 1950
La Coupe du monde 1950 représente la première apparition étasunienne en mondial depuis 1934. Les Yanks perdent leur première rencontre 3-1 contre l'Espagne mais l'emporte 1-0 contre l'Angleterre au Stade de l'Indépendance à Belo Horizonte. C'est l'attaquant Joe Gaetjens qui inscrit l'unique but de ce fameux match.
À l'époque, les Anglais ont la réputation d'être les « Kings of Football » avec une série de résultats avant-guerre de 23 victoires, 3 matchs nuls et seulement 4 défaites. Quelques mois avant la célèbre défaite contre les États-Unis, l'Angleterre bat également une équipe All-Star composée des meilleurs joueurs du reste du continent européen sur le score de 6-1. Au contraire, malgré le fait que les Étasuniens aient atteint les demi-finales de la Coupe du monde 1930, ils perdent leurs sept dernières rencontres internationales avant la compétition (notamment durant la Coupe du monde 1934 et les Jeux olympiques 1948) pour un score cumulé de 45-2 sur les sept matchs, avec trois lourdes défaites contre l'Italie (7-1), la Norvège (11-0, ce qui compose la plus grande défaite étasunienne) et l'Irlande du Nord (5-0). Les pronostics donnent donc logiquement les Anglais champions pour 3 contre 1 face à 500 contre 1 pour les Étasuniens.
L'Angleterre dispose pour la compétition de Stanley Matthews qui est considéré comme l'un des plus grands joueurs du monde à l'époque même s'il ne dispute aucune des trois rencontres avant la Coupe du monde. Ainsi, pour ce match contre les États-Unis, les dirigeants anglais décident de conserver l'équipe qui vient de battre le Chili et de conserver Matthews pour la suite de la compétition pendant que celui-ci suivait alors la rencontre depuis les tribunes car les remplacements n'étaient pas autorisés. De son côté, la formation étasunienne est composée de joueurs semi-professionnels et la plupart d'entre eux doivent occuper un autre emploi afin de subvenir à leurs besoins. Walter Bahr est, par exemple, un professeur de lycée, Frank Borghi conduit un corbillard pour son oncle qui possède une entreprise de pompes funèbres alors que d'autres sont facteurs ou font la plonge. Ben McLaughlin doit quant à lui déclarer forfait pour le tournoi car il ne peut se libérer de son travail. Le sélectionneur réuni alors son équipe à la hâte avant la compétition, seulement la veille du départ vers le Brésil. Trois joueurs, Joe Maca, Ed McIlvenny et Joe Gaetjens, aucun d'eux n'étant citoyen étasunien, sont alors ajoutés au groupe participant à la Coupe du monde.
Avant la rencontre, le sélectionneur de la Team USA, William Jeffrey annonce à la presse : « Nous n'avons aucune chance »  et déclare aussi que ses joueurs sont « prêts à être écrasés ». De l'autre côté, le quotidien britannique Daily Express écrit qu'il serait plus juste de donner aux Étasuniens trois buts d'avance au départ.
La rencontre est donc considérée comme l'un des plus grands exploits de l'histoire du sport de par la différence de niveau évidente entre les deux formations. Sports Illustrated et Soccer Digest ont récemment évoqué cet exploit des Étasuniens que l'on appelle le « Miracle on Grass » (Miracle sur gazon (en)) depuis l'ouvrage de Geoffrey Douglas The Game of Their Lives, une référence au Miracle sur glace des Jeux olympiques d'hiver de 1980.
Lors du troisième et dernier match de poule du premier tour, les Étasuniens subissent une défaite contre le Chili 5 buts à 2, sans conséquences car une victoire ne leur aurait pas permis d'accéder à la poule finale, en raison du carton plein réalisé par l'Espagne dans le même groupe. Il faudra alors quatre décennies avant de retrouver la Team America en Coupe du monde.

#### Des années 1950 aux années 1990, disparition des États-Unis de la scène internationale
Après l'enthousiasme causé par la création et l'émergence de la North American Soccer League (NASL) dans les années 1970, il semble alors que l'équipe des États-Unis peut devenir une puissante formation dans le football mondial mais aucun de ces espoirs ne se concrétisent et entre 1981 et 1983, seules deux rencontres internationales sont organisées.
Pour avoir une sélection nationale plus stable et renouveler l'intérêt pour la NASL, U.S. Soccer décide alors d'intégrer l'équipe nationale dans la ligue pour la saison 1983 sous le nom de Team America. Le but est notamment de donner du temps de jeu à certains joueurs pour améliorer le niveau des Étasuniens à moyen terme. Malgré ces efforts, la Team America manque la continuité et la régularité dans les entraînements qui caractérisent les équipes classiques du championnat. Une des raisons de cette lacune est le manque de volonté de la part de la majorité des joueurs à jouer pour cette équipe et d'abandonner leurs équipes respectives. Finalement, la formation termine la saison en fin de tableau et U.S. Soccer ne renouvelle pas l'expérience après cet échec.
La sélection étasunienne se donne alors pour objectif une qualification pour les Jeux olympiques 1984 qui se jouent à Los Angeles, en Californie ainsi que pour la Coupe du monde 1986 afin de reconstruire une équipe nationale et une base de soutien dans les stades. À l'occasion de ces Jeux, le Comité international olympique (CIO) décide que toute équipe de football (soccer) non issue de l'UEFA ou de la CONMEBOL participant à cette édition des Jeux olympiques pourra concourir avec une sélection de séniors (et non composée d'une grande majorité de jeunes) tant que ceux-ci n'ont pas déjà participé à une Coupe du monde ce qui signifie que de nombreux joueurs étasuniens professionnels peuvent intégrer le groupe pour la compétition olympique. Cette aide pour les sélections les plus modestes peut alors permettre aux Étasuniens de franchir le premier tour mais ils échouent avec un bilan d'une victoire, un match nul et une défaite.
À la fin de l'année 1984, la NASL fait faillite et il ne reste donc plus aucune ligue de football (soccer) professionnel aux États-Unis. À la suite de cet événement, beaucoup des meilleurs joueurs étasuniens comme John Kerr, Paul Caligiuri, Eric Eichmann, ou encore Bruce Murray quittent le continent pour aller jouer ailleurs, principalement en Europe.
Les États-Unis déposent alors une candidature pour accueillir la Coupe du monde 1986, après l'abandon de la Colombie pour des raisons économiques, mais c'est finalement le Mexique qui a la préférence, devant les Étasuniens et les Canadiens, pour recevoir le prestigieux tournoi malgré des craintes dues à un tremblement de terre majeur qui toucha le Mexique quelques mois avant le début de la compétition.
Durant le dernier match de qualification pour le tournoi, les États-Unis n'ont besoin, pour passer à la phase finale, que d'un match nul contre le Costa Rica qu'ils ont déjà battu un an auparavant sur le score de 3 à 0 aux Jeux olympiques. Alors, U.S. Soccer prévoit de jouer la rencontre au El Camino College, à Torrance, dans le sud de la Californie, une région où se trouvent de nombreux expatriés costariciens et réserve une grande partie des places dans le stade à cette communauté, proposant également des danseurs traditionnels costariciens en guise de divertissement à la mi-temps. Un but d'Evaristo Coronado à la 35e minute permet alors au Costa Rica de remporter la partie et d'empêcher les Étasuniens d'atteindre leur quatrième phase finale de Coupe du monde.
En 1988, U.S. Soccer tente de nouveau l'expérience d'une équipe à la fois nationale et de club, offrant des contrats aux joueurs de la sélection nationale afin de construire une équipe internationale avec une "ethos" de club, les empruntant souvent depuis leurs clubs d'origine et permettant ainsi à U.S. Soccer d'économiser les salaires. Cette mesure a pour conséquence de ramener certains vétérans clés en sélection alors que l'éphémère succès de la NASL, une décennie plus tôt a permis l'éclosion de clubs locaux et de programmes destinés à la formation des jeunes.

### Retour sur la scène internationale

#### Coupe du monde 1990
En terminant deuxièmes de la Coupe des nations de la CONCACAF 1989 dont la phase finale coïncide avec le tournoi qualificatif pour la Coupe du monde 1990 en Italie, les Étasuniens mettent fin à quarante années d'absence en phase finale de la Coupe du monde. Versés dans le groupe A de l´épreuve en compagnie de l´Italie, de la Tchécoslovaquie et de l'Autriche, les Étasuniens perdent alors leurs trois matchs de poule.

#### La Coupe du monde 1994 aux États-Unis
Pour se préparer à la Coupe du monde 1994 qu’ils organisent, les États-Unis programment des matchs amicaux de préparation dont un contre les îles Caïmans, le 14 novembre 1993, qui se solde par un score fleuve de 8 buts à 1, ce qui constitue, à l'époque, la plus large victoire des États-Unis. Pour la compétition, les Étasuniens sont alors qualifiés d'office. Dirigés par Bora Milutinović (l'homme aux 5 phases finales avec 5 pays différents), ils franchissent le premier tour après une victoire contre la Colombie, un match nul 1-1 contre la Suisse et une défaite contre la Roumanie (0-1) et s'inclinent en huitième de finale que 1-0 face au Brésil, futur champion de l'épreuve.

### Les États-Unis, grande puissance de football en Amérique

#### Consolidation des résultats et succès continentaux

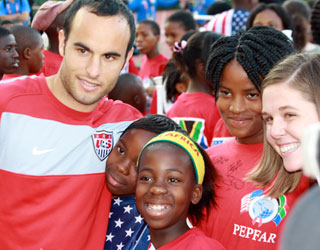
Landon Donovan, joueur emblématique de la décennie des années 2000.

En 1998, les États-Unis terminent derniers du groupe, avec 3 défaites contre l’Allemagne (0-2), contre l’Iran sur le score de 2 buts à 1 et la Yougoslavie (0-1). Ils progressent ensuite en 2002, en atteignant les quarts de finale, après deux victoires étasuniennes marquantes contre le Portugal (3-2) au premier tour et contre l'adversaire de toujours, le Mexique par deux buts d'écart en huitième de finale. En quart de finale, ils tombent de justesse face à l'Allemagne après avoir dominé une bonne partie de la rencontre. Leur participation en 2006, est moins remarquée même s'ils font match nul avec le futur vainqueur, l'Italie, en étant réduits à 9 et ceux avec l equipe la plus âgée de son histoireBBC SPORT | Football | Coupe du monde 2006 | États-Unis 0-3 République tchèque https://share.google/FcygEbdAZ19ZZqsnD.

#### Coupe des confédérations 2009
Lors de la Coupe des confédérations 2009, les États-Unis partagent le groupe B avec le Brésil (vainqueur de la Copa América 2007), l'Italie (champion du monde 2006) et l'Égypte (championne d'Afrique des nations 2008). Les Étasuniens perdent le premier match contre la Squadra Azzurra sur le score de 3 buts à 1 en menant 1-0 pendant 30 minutes à 10 contre 11. Ils perdent alors face à la Seleçao (3-0) et réalisent un bon résultat en battant l'Égypte 3-0. Avec 3 points, les Yanks profitent de la seconde défaite de l'Italie pour passer en 2e position du groupe derrière le Brésil et se qualifier en demi-finale.
En demi-finale, les Étasuniens réalisent une grande performance en éliminant l'Espagne, qui reste alors sur 35 matchs sans défaite au moment d'aborder ce match. Une victoire 2-0 propulse les États-Unis en finale de la compétition où ils rencontrent le Brésil, une première pour eux. Malheureusement lors de cette finale, la deuxième rencontre entre les deux sélections durant cette compétition, les Étasuniens s'inclinent une nouvelle fois face à la formation sud-américaine 2-3 après avoir mené 2-0.

#### Gold Cup 2009
Après une belle prestation en Coupe des confédérations, les Étasuniens doivent disputer la Gold Cup 2009 chez eux. Pour faire tourner l'effectif, le sélectionneur Bob Bradley décide de sélectionner des joueurs moins expérimentés que ceux ayant fait un bon résultat en Afrique du Sud, ils sortent alors premiers des phases de poules en gagnant contre Grenade (4-0) et le Honduras 2 buts à 0 et en concédant le nul contre Haïti (2-2). Ils éliminent le Panamà en quarts de finale (2-1) et le Honduras en demi-finale mais s'inclinent lourdement devant les Mexicains en finale en encaissant cinq buts et restant inefficaces en attaque. Cette défaite suscite de vives critiques chez certains supporteurs qui se résoudront par le retour des titulaires pour les Éliminatoires au mondial 2010. Les Étasuniens se qualifient alors sans problème pour la Coupe du monde 2010 en terminant à la première place du tour final de qualifications.

#### Coupe du monde 2010

La composition américaine (noir) contre les Anglais (blanc) lors de la Coupe du monde 2010.

Placés dans le groupe C de la compétition, en compagnie de l'Angleterre (tête de série), la Slovénie et l'Algérie, les Étasuniens tiennent en échec leurs « cousins » anglais (1-1), égalisent de nouveau face à la Slovénie (2-2) et battent l'Algérie (1-0). Ils se qualifient pour les huitièmes de finale comme premiers de leur groupe mais tombent face au Ghana 2-1 (après prolongation) comme en phase de groupes, en Allemagne, quatre ans auparavant.

### L'ère Klinsmann (2011-2016)

#### 2011-2013: campagne de qualification au mondial et victoire en Gold Cup 2013
Bob Bradley est remercié le 28 juillet 2011 à la suite d'une nouvelle défaite face au Mexique (2-4) en finale de la Gold Cup 2011 et remplacé le lendemain par l'Allemand Jürgen Klinsmann. Malgré des débuts difficiles (défaites en amical face au Costa Rica, la Belgique, l'Équateur et la France) et une qualification au 4e tour des Éliminatoires pour la Coupe du monde 2014 arrachée à la dernière journée face au Guatemala, les États-Unis se reprennent bien lors du tour final en battant le Costa Rica à domicile (1-0) dans des conditions climatiques difficiles et tiennent en échec leur grand rival mexicain au Stade Aztèque (0-0). Entretemps les Étasuniens remportent la 12e édition de la Gold Cup en battant en finale le Panama 1-0 (but de Brek Shea) et en établissant un record de 12 victoires d'affilée depuis le 2 juin 2013. En battant le Mexique à Columbus (2-0), le 10 septembre 2013, les Étasuniens valident leur billet pour la Coupe du monde au Brésil et ce pour la 10e fois.

#### Coupe du monde 2014
Ils commencent le tournoi contre le Ghana, qu'ils avaient déjà affronté lors des deux Coupes du monde précédentes. Clint Dempsey ouvre le score après seulement 29 secondes de jeu, mais André Ayew égalise à la 82e minute. Quatre minutes plus tard, John Brooks marque et permet aux États-Unis de s'imposer sur le score de 2-1. Après deux buts marqués en seconde mi-temps par Jermaine Jones et Clint Dempsey, les Étasuniens mènent par deux buts à un contre le Portugal. Malgré tout, ils se font rejoindre au score à la 95e minute et le score final est de 2-2. La troisième rencontre de groupe est jouée contre l'Allemagne; un match nul aurait automatiquement qualifié les deux équipes, mais la Mannschaft gagne par un but à zéro. Les États-Unis sont finalement deuxièmes du groupe G avec quatre points, et se qualifient ainsi pour la suite de la compétition. Ils affrontent en huitième de finale la Belgique, première du groupe H. Les bonnes actions du gardien Tim Howard permettent aux Boys de ne pas encaisser de but et le score est de 0-0 à la fin du temps réglementaire. Les Belges Kevin De Bruyne et Romelu Lukaku marquent pendant les prolongations. Julian Green réduit ensuite l'écart, mais les attaques du dernier quart d'heure ne suffisent pas pour égaliser. Le score final est donc de 2-1 pour la Belgique.

#### 2015-2016: un après-mondial difficile
Malgré quelques résultats probants en matchs amicaux (victoires contre les Pays-Bas et l'Allemagne, championne du monde en titre), l'année 2015 est décevante pour les Étasuniens. Ils sont éliminés au stade des demi-finales de la Gold Cup 2015 par une surprenante Jamaïque, puis ratent le podium après une défaite aux tirs au but face au Panama lors de la petite finale. Il s'agit de leur pire présentation en Gold Cup depuis 2000. En octobre, ils sont battus par le Mexique 3-2 a.p. en match de barrage de la Coupe des confédérations 2017 et manquent l'occasion de participer au tournoi en Russie.
Cependant les Étasuniens se ressaisissent à l'occasion de la Copa América Centenario, édition spéciale commémorant le centenaire du tournoi continental sud-américain, qu'ils organisent, en se hissant en demi-finales. Éliminés à ce stade de la compétition par l'Argentine (défaite 0-4), ils s'inclinent une nouvelle fois face à la Colombie lors de la « petite finale », équipe qui les avait battus lors du match d'ouverture du tournoi (0-2).
Les difficultés ne disparaissent pas pour autant puisque les États-Unis concèdent des défaites inquiétantes lors des éliminatoires de la Coupe du monde 2018: 2-0 contre le Guatemala, 1-2 contre le Mexique à domicile et surtout 4-0 contre le Costa Rica. Cette dernière défaite sonne le glas de Klinsmann, remercié par l'USSF le 21 novembre 2016.

### Le retour raté de Bruce Arena
Sélectionneur de 1998 à 2006, Bruce Arena est rappelé par l'USSF pour redresser la situation compromise des Étasuniens dans les qualifications à la Coupe du monde 2018. Nommé en décembre 2016, son premier match lors de ces éliminatoires, le 24 mars 2017, voit les Étasuniens écraser le Honduras 6-0 à San José (Californie) avec notamment un triplé de Clint Dempsey.
À l'occasion de la Gold Cup 2017, il choisit d'aborder le 1er tour de la compétition avec un groupe rajeuni, puis rappelle les cadres (Dempsey, Altidore, Howard, Bradley) à partir des quarts-de-finale. Après s'être débarrassée du Salvador et du Costa Rica en quart et demi-finale respectivement (sur le même score de 2-0), la Team USA se retrouve en finale du tournoi pour la 10e fois, avant de s'octroyer son 6e titre dans cette compétition en battant les Reggae Boyz de Jamaïque par deux buts à un.
Mais la sélection connaît un fiasco retentissant lors de la dernière journée des qualifications au Mondial 2018, après une défaite surprise face à Trinité-et-Tobago, qui prive les Étasuniens d'une 8e participation consécutive en phase finale de Coupe du monde, une première depuis 1986. Corollaire de cette élimination inattendue, Bruce Arena présente sa démission le 13 octobre 2017.

## Palmarès de l'équipe des États-Unis
Le tableau suivant liste le palmarès de l’équipe des États-Unis de soccer actualisé au 25 mars 2024 dans les différentes compétitions internationales officielles.
| Compétitions internationales | Compétitions continentales | Trophées divers |
| - Coupe du monde de la FIFA - Demi-finaliste en 1930. - Coupe des Confédérations - Finaliste en 2009. - Troisième en 1992 et 1999. - Jeux olympiques - Finaliste en 1904. - Quatrième en 2000. | - Gold Cup (7) - Vainqueur en 1991, 2002, 2005, 2007, 2013, 2017 et 2021. - Finaliste en 1989, 1993, 1998, 2009, 2011 et 2019. - Troisième en 1996 et 2003. - Ligue des nations de la CONCACAF (3) - Vainqueur en 2020, 2023 et 2024. - Copa América - Quatrième en 1995 et 2016. | - US Cup (3) - Vainqueur en 1992, 1995 et 2000. - Finaliste en 1999. - Troisième en 1993 et 1996. - Quatrième en 1997. - NAFC Championship - Deuxième en 1949 et 1991. - Troisième en 1947 et 1990. |

### Parcours en Coupe du monde
L'équipe étasunienne participe à 11 reprises à la Coupe du monde (en comptant l'édition 2026 à venir co-organisée avec le Canada et le Mexique). Elle atteint les demi-finales lors de la première édition de la compétition en 1930.
| Année | Position           |      | Année               | Position |                     | Année | Position |
| 1930  | Demi-finale (3e)   | 1970 | Non qualifié        | 2002     | Quarts de finale    |       |          |
| 1934  | Huitième de finale | 1974 | Non qualifié        | 2006     | Premier tour        |       |          |
| 1938  | Non inscrit        | 1978 | Non qualifié        | 2010     | Huitièmes de finale |       |          |
| 1950  | Premier tour       | 1982 | Non qualifié        | 2014     | Huitièmes de finale |       |          |
| 1954  | Non inscrit        | 1986 | Non qualifié        | 2018     | Non qualifié        |       |          |
| 1958  | Non qualifié       | 1990 | Premier tour        | 2022     | Huitièmes de finale |       |          |
| 1962  | Non qualifié       | 1994 | Huitièmes de finale | 2026     | Qualifiée d'office  |       |          |
| 1966  | Non qualifié       | 1998 | Premier tour        | 2030     | À venir             |       |          |

### Parcours en Coupe des confédérations
| Parcours en Coupe des confédérations | Parcours en Coupe des confédérations | Parcours en Coupe des confédérations | Parcours en Coupe des confédérations | Parcours en Coupe des confédérations | Parcours en Coupe des confédérations | Parcours en Coupe des confédérations | Parcours en Coupe des confédérations | Parcours en Coupe des confédérations |
| Année                                | Résultat                             | Class.                               | J                                    | G                                    | N                                    | P                                    | bp                                   | bc                                   |
| ------------------------------------ | ------------------------------------ | ------------------------------------ | ------------------------------------ | ------------------------------------ | ------------------------------------ | ------------------------------------ | ------------------------------------ | ------------------------------------ |
| 1992                                 | Demi-finale                          | 3e                                   | 2                                    | 1                                    | 0                                    | 1                                    | 5                                    | 5                                    |
| 1995                                 | Non qualifié                         | Non qualifié                         | Non qualifié                         | Non qualifié                         | Non qualifié                         | Non qualifié                         | Non qualifié                         | Non qualifié                         |
| 1997                                 | Non qualifié                         | Non qualifié                         | Non qualifié                         | Non qualifié                         | Non qualifié                         | Non qualifié                         | Non qualifié                         | Non qualifié                         |
| 1999                                 | Demi-finale                          | 3e                                   | 5                                    | 3                                    | 0                                    | 2                                    | 6                                    | 3                                    |
| 2001                                 | Non qualifié                         | Non qualifié                         | Non qualifié                         | Non qualifié                         | Non qualifié                         | Non qualifié                         | Non qualifié                         | Non qualifié                         |
| 2003                                 | Premier tour                         |                                      | 3                                    | 0                                    | 1                                    | 2                                    | 1                                    | 3                                    |
| 2005                                 | Non qualifié                         | Non qualifié                         | Non qualifié                         | Non qualifié                         | Non qualifié                         | Non qualifié                         | Non qualifié                         | Non qualifié                         |
| 2009                                 | Finale                               | 2e                                   | 5                                    | 2                                    | 0                                    | 3                                    | 8                                    | 9                                    |
| 2013                                 | Non qualifié                         | Non qualifié                         | Non qualifié                         | Non qualifié                         | Non qualifié                         | Non qualifié                         | Non qualifié                         | Non qualifié                         |
| 2017                                 | Non qualifié                         | Non qualifié                         | Non qualifié                         | Non qualifié                         | Non qualifié                         | Non qualifié                         | Non qualifié                         | Non qualifié                         |
| Total                                | 4/10                                 | 0 titres                             | 15                                   | 6                                    | 1                                    | 8                                    | 20                                   | 20                                   |

### Parcours en Gold Cup
L'équipe étasunienne compte 18 participations en Coupe des nations de la CONCACAF / Gold Cup. Elle étrenne son palmarès dans cette compétition en 1991 puis l'emporte à six reprises. Atteignant la deuxième place de la Coupe des nations de la CONCACAF 1989, elle se hisse cinq fois en finale par la suite, échouant à chaque fois devant son grand rival et voisin mexicain.
| Année | Position     |      | Année            | Position |             | Année | Position |
| 1963  | Non inscrit  | 1991 | Vainqueur        | 2011     | Finaliste   |       |          |
| 1965  | Non inscrit  | 1993 | Finaliste        | 2013     | Vainqueur   |       |          |
| 1967  | Non inscrit  | 1996 | Troisième        | 2015     | Quatrième   |       |          |
| 1969  | Non qualifié | 1998 | Finaliste        | 2017     | Vainqueur   |       |          |
| 1971  | Non inscrit  | 2000 | Quarts de finale | 2019     | Finaliste   |       |          |
| 1973  | Non qualifié | 2002 | Vainqueur        | 2021     | Vainqueur   |       |          |
| 1977  | Non qualifié | 2003 | Troisième        | 2023     | Demi-finale |       |          |
| 1981  | Non qualifié | 2005 | Vainqueur        | 2025     | Qualifié    |       |          |
| 1985  | Premier tour | 2007 | Vainqueur        |          |             |       |          |
| 1989  | Finaliste    | 2009 | Finaliste        |          |             |       |          |

### Parcours en Ligue des nations
| Édition   | Ligue | Phase de groupes  | Phase de groupes  | Phase de groupes  | Phase de groupes  | Phase de groupes  | Phase de groupes  | Phase de groupes  | Phase finale | Phase finale | Phase finale | Phase finale | Phase finale | Phase finale | Phase finale | Phase finale |
| Édition   | Ligue | Class.            | M                 | V                 | N                 | D                 | BM                | BE                | Pays hôte    | Résultat     | M            | V            | N            | D            | BM           | BE           |
| --------- | ----- | ----------------- | ----------------- | ----------------- | ----------------- | ----------------- | ----------------- | ----------------- | ------------ | ------------ | ------------ | ------------ | ------------ | ------------ | ------------ | ------------ |
| 2019-2020 | A     | 1/3               | 4                 | 3                 | 0                 | 1                 | 15                | 3                 | 2020         | Vainqueur    | 2            | 2            | 0            | 0            | 4            | 2            |
| 2022-2023 | A     | 1/3               | 4                 | 3                 | 1                 | 0                 | 14                | 2                 | 2023         | Vainqueur    | 2            | 2            | 0            | 0            | 5            | 0            |
| 2023-2024 | A     | Qualifié d'office | Qualifié d'office | Qualifié d'office | Qualifié d'office | Qualifié d'office | Qualifié d'office | Qualifié d'office | 2024         | Vainqueur    | 4            | 3            | 0            | 1            | 9            | 3            |
| 2024-2025 | A     | Qualifié d'office | Qualifié d'office | Qualifié d'office | Qualifié d'office | Qualifié d'office | Qualifié d'office | Qualifié d'office | 2025         | Quatrième    | 4            | 2            | 0            | 2            | 6            | 5            |
| 2026-2027 | A     |                   |                   |                   |                   |                   |                   |                   | 2027         |              |              |              |              |              |              |              |
| Total     | Total | Total             | 8                 | 6                 | 1                 | 1                 | 29                | 5                 | Total        | Total        | 12           | 9            | 0            | 3            | 24           | 10           |

### Parcours en Copa América
- 1993 : Premier tour
- 1995 : Quatrième
- 2007 : Premier tour
- 2016 : Quatrième
- 2024 : Premier tour

### Divers
La sélection remporte l'US Cup en 1992, 1995 et 2000.

## Records
La sélection étasunienne est celle qui comporte le plus de joueurs ayant dépassés les 100 sélections. En gras sont indiqués les joueurs encore en activité en sélection nationale.
| Rang | Sélections | Joueur           | Carrière  | Buts |
| ---- | ---------- | ---------------- | --------- | ---- |
| 1    | 164        | Cobi Jones       | 1992-2004 | 15   |
| 2    | 157        | Landon Donovan   | 2000-2014 | 57   |
| 3    | 151        | Michael Bradley  | 2006-2019 | 17   |
| 4    | 141        | Clint Dempsey    | 2004-2017 | 57   |
| 5    | 134        | Jeff Agoos       | 1988-2003 | 4    |
| 5    | 127        | Marcelo Balboa   | 1988-2000 | 13   |
| 7    | 126        | DaMarcus Beasley | 2001-2017 | 17   |
| 8    | 121        | Tim Howard       | 2002-2017 | 0    |
| 9    | 115        | Jozy Altidore    | 2007-2019 | 42   |
| 10   | 112        | Claudio Reyna    | 1994-2006 | 8    |

| Rang | Buts | Joueur            | Carrière  | Sélections |
| ---- | ---- | ----------------- | --------- | ---------- |
| 1    | 57   | Clint Dempsey     | 2004-2017 | 141        |
| 2    | 57   | Landon Donovan    | 2000-2014 | 157        |
| 3    | 42   | Jozy Altidore     | 2007-2019 | 115        |
| 4    | 34   | Eric Wynalda      | 1990-2000 | 106        |
| 5    | 30   | Brian McBride     | 1993-2006 | 95         |
| 7    | 28   | Christian Pulisic | 2016-     | 64         |
| 6    | 24   | Joe-Max Moore     | 1992-2002 | 100        |
| 8    | 21   | Bruce Murray      | 1985-1993 | 85         |
| 9    | 19   | Eddie Johnson     | 2004-2014 | 63         |
| 10   | 17   | Earnie Stewart    | 1990-2004 | 101        |

Dernière mise à jour le 4 décembre 2022.

## Personnalités historiques de l'Équipe des États-Unis

### Principaux joueurs d'hier et d'aujourd'hui
| Matchs | Nom          | Période   |
| ------ | ------------ | --------- |
| 9      | Frank Borghi | 1949-1954 |
| 100    | Tony Meola   | 1988-2006 |
| 102    | Kasey Keller | 1990-2007 |
| 82     | Brad Friedel | 1992-2004 |
| 121    | Tim Howard   | 2002-2017 |

| Matchs | Nom               | Période   |
| ------ | ----------------- | --------- |
| 110    | Paul Caligiuri    | 1984-1997 |
| 81     | Desmond Armstrong | 1987-1994 |
| 128    | Marcelo Balboa    | 1988-2000 |
| 81     | Tab Ramos         | 1988-2000 |
| 44     | Mike Lapper       | 1991-1995 |
| 96     | Alexi Lalas       | 1991-1998 |
| 134    | Jeff Agoos        | 1995-2005 |
| 82     | Eddie Pope        | 1996-2006 |
| 43     | Tony Sanneh       | 1997-2005 |
| 87     | Steve Cherundolo  | 1999-2012 |
| 110    | Carlos Bocanegra  | 2001-2012 |

| Matchs | Nom              | Période   |
| ------ | ---------------- | --------- |
| 19     | Walter Bahr      | 1948-1957 |
| 90     | John Harkes      | 1987-2000 |
| 54     | Dominic Kinnear  | 1990-1993 |
| 79     | Chris Henderson  | 1990-2001 |
| 81     | Thomas Dooley    | 1992-1999 |
| 164    | Cobi Jones       | 1992-2004 |
| 112    | Claudio Reyna    | 1994-2006 |
| 28     | Preki            | 1996-2001 |
| 126    | DaMarcus Beasley | 2001-2017 |
| 151    | Michael Bradley  | 2006-     |

| Matchs | Nom               | Période   |
| ------ | ----------------- | --------- |
| 4      | Bertram Patenaude | 1930      |
| 3      | Joe Gaetjens      | 1950      |
| 86     | Bruce Murray      | 1985-1993 |
| 107    | Eric Wynalda      | 1990-2000 |
| 101    | Earnie Stewart    | 1990-2004 |
| 100    | Joe-Max Moore     | 1992-2002 |
| 96     | Brian McBride     | 1993-2006 |
| 46     | Clint Mathis      | 1998-2005 |
| 157    | Landon Donovan    | 2000-2014 |
| 141    | Clint Dempsey     | 2004-2017 |
| 110    | Jozy Altidore     | 2007-     |

Mise à jour : 11 octobre 2017.

### Sélectionneurs
Trente-six techniciens ont exercé la fonction de sélectionneur de l'équipe nationale depuis 1916 et peu d'entre eux ont duré à ce poste, parmi eux, beaucoup étaient étrangers. Le record de longévité est détenu par Bruce Arena, actuel sélectionneur, qui entame son deuxième mandat la tête des États-Unis après avoir été sélectionneur durant huit années. Il a remporté à trois reprises la Gold Cup en 2002, 2005 et 2017 et a emmené la sélection jusqu'en quart de finale de la Coupe du monde 2002. Robert Millar est quant à lui le sélectionneur ayant obtenu le meilleur résultat en Coupe du monde avec une troisième place en 1930.
Avant 1916, une sélection étasunienne existait mais celle-ci n'était pas officielle et donc non reconnue par la FIFA. Durant certaines périodes, il n'y avait pas de sélectionneur car aucune rencontre n'était organisée pour l'équipe nationale comme ce fut le cas entre 1926 et 1928 ou encore entre 1937 et 1947. Depuis Bob Gansler en 1982, des rencontres internationales sont organisées plusieurs fois par an et il y a donc toujours un sélectionneur en place.
| Rang | Nom            | Période   |
| ---- | -------------- | --------- |
| 1    | Thomas Cahill  | 1916-1924 |
| 2    | George Burford | 1924-1925 |
| 3    | Nat Agar       | 1925-1926 |
| 4    | George Burford | 1928      |
| 5    | Robert Millar  | 1929-1933 |
| 6    | David Gould    | 1933-1934 |
| 7    | Bill Lloyd     | 1934-1937 |
| 8    | Andrew Brown   | 1947-1948 |
| 9    | Walter Giesler | 1948-1949 |
| 10   | Bill Jeffrey   | 1949-1952 |
| 11   | John Wood      | 1952-1953 |
| 12   | Erno Schwarz   | 1953-1955 |
| 13   | George Meyer   | 1957      |
| 14   | Jim Reed       | 1959-1961 |

| Rang | Nom                   | Période   |
| ---- | --------------------- | --------- |
| 15   | John Herberger        | 1964      |
| 16   | George Meyer          | 1965      |
| 17   | Phil Woosnam          | 1968      |
| 18   | Gordon Jago           | 1969      |
| 19   | Bob Kehoe             | 1971-1972 |
| 20   | Max Wosniak           | 1973      |
| 21   | Eugene Chyzowych      | 1973      |
| 22   | Gordon Bradley        | 1973      |
| 23   | Dettmar Cramer        | 1974      |
| 24   | Al Miller             | 1975      |
| 25   | Manfred Schellscheidt | 1975      |
| 26   | Walter Chyzowych      | 1976-1980 |
| 27   | Bob Gansler           | 1982      |
| 28   | Alkétas Panagoúlias   | 1983-1985 |

| Rang | Nom                            | Période   |
| ---- | ------------------------------ | --------- |
| 29   | Lothar Osiander                | 1986-1988 |
| 30   | Bob Gansler                    | 1989-1991 |
| 31   | John Kowalski                  | 1991      |
| 32   | Bora Milutinović               | 1991-1995 |
| 33   | Steve Sampson                  | 1995-1998 |
| 34   | Bruce Arena                    | 1998-2006 |
| 35   | Bob Bradley                    | 2006-2011 |
| 36   | Jürgen Klinsmann               | 2011-2016 |
| 37   | Bruce Arena                    | 2016-2017 |
| 38   | Dave Sarachan (intérim)        | 2017-2018 |
| 39   | Gregg Berhalter                | 2018-2022 |
| 40   | Anthony Hudson (intérim)       | 2023      |
| 41   | B. J. Callaghan (en) (intérim) | 2023      |
| 42   | Gregg Berhalter                | 2023-2024 |
| 43   | Mauricio Pochettino            | 2024-     |

## Soutien et image

### Relation avec les médias
ESPN possède les droits pour toutes les rencontres amicales et les matchs à domicile de qualifications à la Coupe du monde 2010 et de qualifications à la Coupe du monde 2014. Les rencontres sont donc diffusées sur ESPN ou ESPN2. C'est beIN Sport USA qui a les droits pour les matchs à l'extérieur pour ces mêmes phases de qualifications. Univision Network diffuse les rencontres en espagnol pour cette même période.

### Tenues de l'équipe des États-Unis
Depuis leur première rencontre non officielle contre le Canada, les tenues arborent souvent un maillot blanc avec un short bleu. En 1950, les Étasuniens adoptent le style du Pérou avec une bande diagonale sur le maillot. La bande diagonale figure également sur la troisième tenue en 2003, 2004 et 2006 tout comme sur les ensembles domicile, extérieur et troisième maillot entre 2010 et 2012.
| Maillot domicile (1930) |

|  |

| Maillot domicile (1950) |

| Maillot du quart de finale de la Coupe du monde 2002 |

| Maillot du quart de finale de la Coupe du monde 2010 (2010-2012) |

| Maillot domicile (2012-2013) |

| Maillot du centenaire (2013) |

Ancien logo du maillot.

### Équipementiers
Adidas est l'équipementier des États-Unis entre 1984 et 1994. Depuis 1995, Nike est le nouvel équipementier.
| Période   | Équipementier  |
| --------- | -------------- |
| 1976-1978 | Adidas         |
| 1979-1983 | Le coq sportif |
| 1984-1994 | Adidas         |
| 1995 -    | Nike           |

### Supporteurs

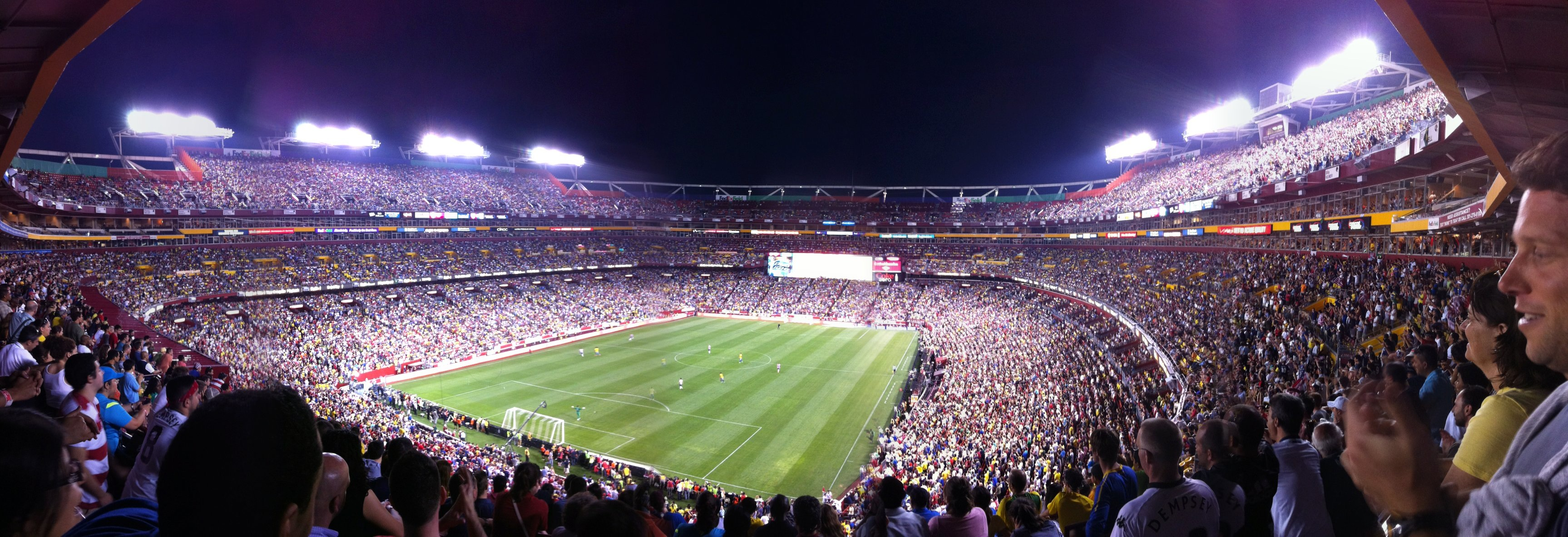
Vue panoramique du FedEx Field lors d'une rencontre amicale contre le Brésil.

Les principaux groupes de supporteurs de l'équipe des États-Unis sont la Sam's Army et The American Outlaws.
La Sam's Army se forme peu de temps après la Coupe du monde 1994 qui se joue justement aux États-Unis. The American Outlaws débute à Lincoln comme groupe local du Nebraska. L'organisation tente alors de combattre le manque de constance dans le soutien apporté lors de chaque rencontre de l'équipe nationale et pour atteindre ce but, le groupe devient une organisation à but non lucratif.
Les membres de la Sam's Army s'habillent en rouge, chantent et brandissent souvent de grands drapeaux étasuniens ainsi que d'autres bannières lors des rencontres. The American Outlaws se distinguent en portant des bandanas avec des drapeaux Étasuniens sur leur tête. Pour plus d'animations en tribunes, les deux groupes sont généralement rassemblés dans une section de supporteurs dans les stades qui accueillent les rencontres à domicile des États-Unis.

### Rivalités internationales
Les équipes du Mexique et des États-Unis sont considérées comme les deux équipes les plus puissantes de la Confédération de football d'Amérique du Nord, d'Amérique centrale et des Caraïbes. Les rencontres entre les deux nations attirent souvent l'attention des médias et du public dans les deux pays. Même si leur premier match s'est joué en 1934, la rivalité n'est considérée comme majeure qu'à partir des années 1980 quand les deux formations commencent à s'affronter fréquemment dans le cadre des compétitions continentales de la CONCACAF comme la Gold Cup. Le 15 août 2012, les Étasuniens défont le Mexique à l'Estadio Azteca, ce qui représente la première victoire des États-Unis contre le Mexique sur le sol mexicain en 75 ans.

## Statistiques

### Classements FIFA
En août 1993, la FIFA commence à classer mensuellement toutes les sélections nationales dans le monde. Après être resté proche de la 20e position durant les premières années, les États-Unis remontent progressivement le classement. À la suite du succès de la Coupe du monde 2002, le classement étasunien continue son ascension, culminant à leur niveau historique le 4 avril 2006 en atteignant la 4e position. La Team America ne passant pas le premier tour de la Coupe du monde 2006 avec une dernière position, elle entame une brusque descente dans ce classement. Durant les trois mois qui suivent la compétition, son classement chute de 25 places en passant de la 4e à la 29e position.
| Année                    | 1993 | 1994 | 1995 | 1996 | 1997 | 1998 | 1999 | 2000 | 2001 | 2002 | 2003 | 2004 | 2005 | 2006 | 2007 | 2008 | 2009 | 2010 | 2011 | 2012 | 2013 | 2014 | 2015 | 2016 | 2017 | 2018 | 2019 | 2020 |
| ------------------------ | ---- | ---- | ---- | ---- | ---- | ---- | ---- | ---- | ---- | ---- | ---- | ---- | ---- | ---- | ---- | ---- | ---- | ---- | ---- | ---- | ---- | ---- | ---- | ---- | ---- | ---- | ---- | ---- |
| Classement mondial       | 22   | 23   | 19   | 18   | 26   | 23   | 22   | 16   | 24   | 10   | 11   | 11   | 8    | 31   | 19   | 22   | 14   | 18   | 34   | 28   | 14   | 27   | 32   | 28   | 24   | 24   | 22   | 22   |
| Classement zone CONCACAF | 2    | 2    | 2    | 2    | 2    | 2    | 2    | 2    | 2    | 2    | 2    | 2    | 2    | 2    | 2    | 1    | 1    | 1    | 2    | 2    | 1    | 3    | 2    | 3    | 2    | 2    | 2    | 2    |

| Légende du classement mondial : Légende du classement nord-américain : | - de 1 à 15 - 1 | - de 16 à 29 - de 2 à 3 | - de 30 à 207 - de 4 à 35 |